# HarperCollins
HarperCollins Publishers LLC é uma das maiores editoras do mundo, estando no chamado "Big Five", grupo das cinco maiores editoras de língua inglesa. Sediada em Nova Iorque, a companhia é subsidiária da News Corp. O nome da empresa é uma combinação de Harper & Row, uma editora americana adquirida em 1987 [essa resultando da fusão entre a Harper & Brothers (fundada em 1817) e a Row, Peterson & Company] e a editora britânica William Collins, Sons (fundada em 1819), adquirida em 1990. O CEO mundial da HarperCollins é Brian Murray. HarperCollins tem grupos editoriais nos Estados Unidos, Canadá, Reino Unido, Austrália, Nova Zelândia e na Índia.
Entre as suas mais famosas publicações estão as sagas "As Crônicas de Gelo e Fogo", de George R. R. Martin, "O Senhor dos Anéis", de J.R.R. Tolkien, "Desventuras em Série", de Lemony Snicket (pseudônimo de Daniel Handler) e "Divergente", de Veronica Roth e o conto infantil "Coraline", de Neil Gaiman. Detém ainda os direitos de publicação, nos EUA e no Reino Unido, da obra completa de J. R. R. Tolkien.
É ainda conhecida por ter sido uma das editoras a ter recusado a publicação de Harry Potter e a Pedra Filosofal, livro que deu início à saga Harry Potter, da escritora J. K. Rowling.
Em 2015, passou atuar no Brasil através de uma joint venture com a Ediouro. A parceria foi desfeita em 2017, quando a HarperCollins passou a atuar de forma independente no país.